# ChaRonda Williams
ChaRonda Regina Williams (Richmond, 27 marzo 1987) è una velocista statunitense.

## Palmarès
| Anno | Manifestazione   | Sede     | Evento      | Risultato  | Prestazione | Note                  |
| ---- | ---------------- | -------- | ----------- | ---------- | ----------- | --------------------- |
| 2009 | Mondiali         | Berlino  | 200 m piani | Semifinale | 22"81       |                       |
| 2013 | Mondiali         | Mosca    | 200 m piani | 6ª         | 22"81       |                       |
| 2015 | Campionati NACAC | San José | 100 m piani | Argento    | 11"21       |                       |
| 2015 | Campionati NACAC | San José | 4×400 m     | Oro        | 3'25"39     | Record dei campionati |

## Altre competizioni internazionali
2012
- Vincitrice della Diamond League nella specialità dei 200 m piani (12 punti)